# Boyen
Boyen (ook: Booien) is een gehucht in het noorden van Stokkem.

## Geschiedenis
Boyen behoorde oorspronkelijk bij Grevenbicht en lag op de rechter Maasoever. In 1643 vond er echter een overstroming plaats, waarna de Maas haar loop naar het oosten verlegde en Boyen van de rechter Maasoever werd afgesneden. De oorspronkelijke bedding degradeerde tot een afgesneden meander die geleidelijk aan betekenis inboette en verlandde. Ze staat tegenwoordig bekend als de Oude Maas. Aldus kwam Boyen op de linker Maasoever te liggen, en was over land nu bereikbaar via Stokkem, in plaats van via Grevenbicht.
Hoewel de bevolking zich nog een tijd lang met Grevenbicht verbonden voelde, werd op 17 december 1814 een grenscorrectie doorgevoerd waardoor Boyen bij Stokkem werd gevoegd. Op dat ogenblik was er nog geen sprake van een rijksgrens door de Maasbedding: het huidige Nederland en België waren verenigd in het Koninkrijk der Nederlanden. Als gevolg van de Belgische afscheiding in 1830 werd Boyen ook bij het jonge België ingelijfd, wat formeel bekrachtigd werd op 8 augustus 1843 door de Conventie van Maastricht die het definitieve grensverloop tussen beide staten regelde, zie ook het artikel: Rijksgrens van België. In kerkelijke zin was in 1842 de beslissing al genomen en werd Boyen bij de parochie van Stokkem en het bisdom Luik gevoegd.

## Heden
Tegenwoordig bevindt Boyen zich ten oosten van natuurgebied Maasweerden.
Naast enkele belangwekkende boerderijen bezit Boyen de Kapel van Onze-Lieve-Vrouw van Smarten, een fraai gelegen neogotische betreedbare kapel uit 1887, opgericht op de plaats van een wegkruis en gerestaureerd in 1958. Het kapelletje is opgetrokken uit, later witgeschilderde, baksteen. Het bevat een gepolychromeerd beeld van Onze-Lieve-Vrouw uit ongeveer 1700 en een crucifix uit 1834. Het gotische beeld van Sint-Jozef met Kind, vervaardigd in 1450-1460, en toegeschreven aan de Meester met de Pijpplooien, wordt tegenwoordig in de pastorie van Stokkem bewaard.

## Galerij

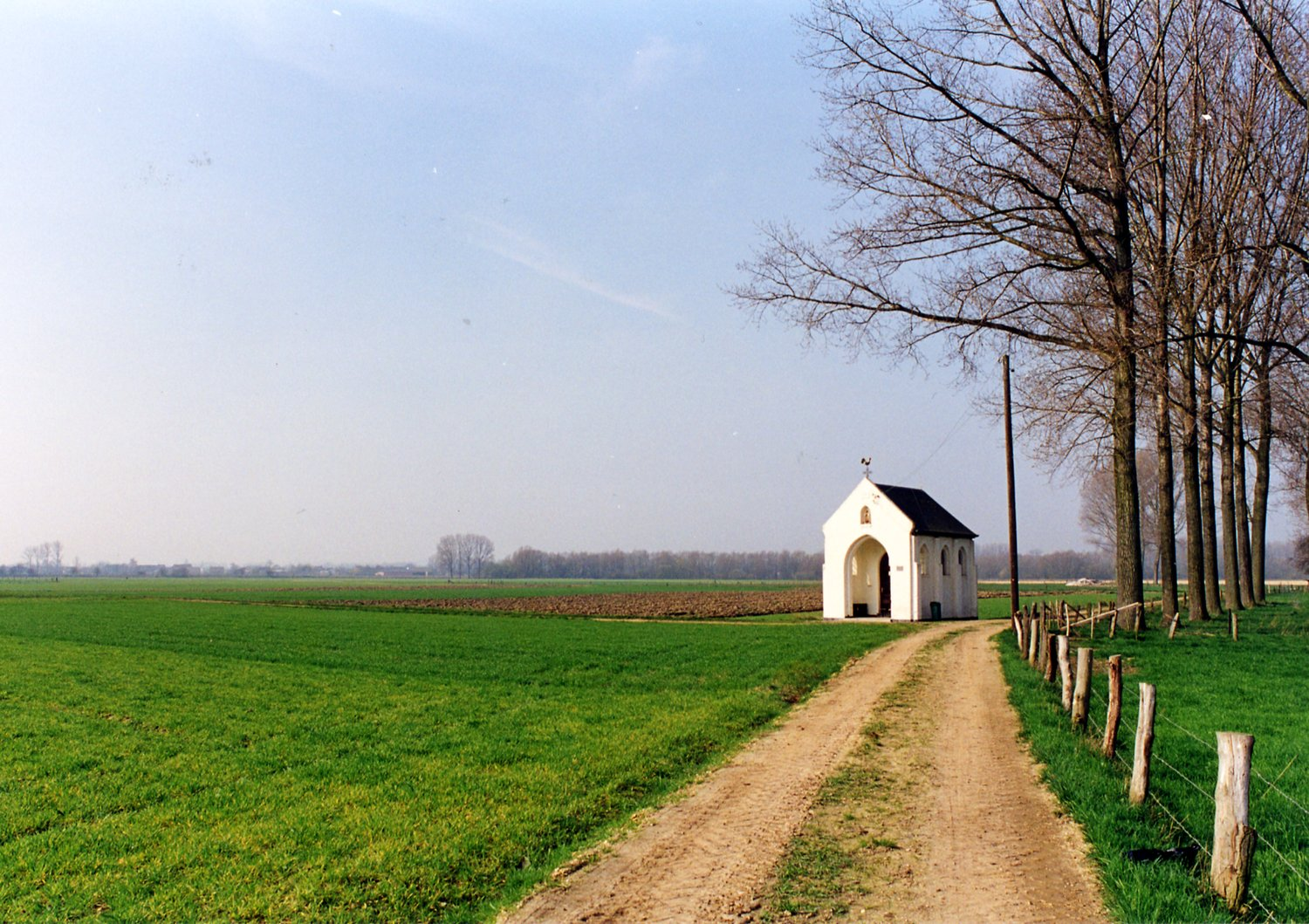
Kapel van Onze-Lieve-Vrouw van Zeven Smarten